# Ignacy Hilary Broniec
Ignacy (Jan) Hilary Broniec Wardomski herbu Bronic – podstoli wileński w latach 1788–1792, komisarz Komisji Porządkowej Cywilno-Wojskowej województwa wileńskiego w 1790 roku.
W 1792 roku odznaczony Orderem Świętego Stanisława.